# Jacek Zerzut
Jacek Zerzut (født 1968 i Polen) er en tidligere dansk atlet, som var medlem af Aalborg FF, Fredensborg AK og Helsingør IF. Han vandt to individuelle danske mesterskaber begge på kort hæk 1991 og er i dag landstræner i sprint/hæk.
Zerzut som er fra Polen fik dansk indfødsret 2002 er far og træner til May Zerzut i Københavns IF. 

## Danske mesterskaber
- Guld 1991  60 meter hæk
- Guld 1991  110 meter hæk